# Raja Pervez Ashraf
Raja Pervez Ashraf (ur. 26 grudnia 1950 w Sangharze) – pakistański polityk, minister zasobów wodnych i energetyki w latach 2008–2011, minister technologii informacyjnej od 2001 do 2012. Premier Pakistanu od 22 czerwca 2012 do 24 marca 2013.

## Życiorys
Raja Pervez Ashraf urodził się w 1950 w Sangharze w prowincji Sindh. Jego rodzice byli właścicielami ziem rolnych w okolicach tego miasta. Wychował się w mieście Gujjar Khan w prowincji Rawalpindi. Rodzina posiadała już wcześniej tradycje polityczne, jako że jeden z jego wujów w latach 60. pełnił funkcję ministra za czasów rządów Muhammada Ayuba Khana.
w 1970 został absolwentem University of Sindh. Po studiach powrócił do Gujjar Khan, gdzie wraz z braćmi otworzył fabrykę obuwia. Ponieważ przedsięwzięcie nie rozwijało się dobrze, rozpoczął działalność gospodarczą na rynku nieruchomości.
Działalność polityczną rozpoczął w 1988, kiedy zaczął współpracę z Pakistańską Partią Ludową (PPP). Z jej ramienia wziął udział w wyborach parlamentarnych w 1990, 1993 i 1997. Nie uzyskał jednak wówczas mandatu deputowanego. Do Zgromadzenia Narodowego wszedł dopiero w wyniku wyborów w 2002, a w 2008 uzyskał reelekcję.
31 marca 2008 objął stanowisko ministra zasobów wodnych i energii w sformowanym po wyborach rządzie Yousafa Razy Gilaniego. Jako minister był krytykowany przez prasę za niedopełnienie obietnic zakończenia kryzysy energetycznego w kraju, i powtarzających się niedoborów oraz przerw w dostawach prądu. W celu zwiększenia ilości wytwarzanej energii wdrożył projekt „Rental Power Projects”, w związku z którym został jednakże oskarżony o korupcję. Sprawa stała się przedmiotem dochodzenia specjalnego urzędu antykorupcyjnego. W związku z wysuwanymi zarzutami, 9 lutego 2011 został zdymisjonowany ze stanowiska. Jednakże kilka miesięcy później został mianowany ministrem technologii informacyjnej w rządzie Gilaniego, w którym pozostawał do czerwca 2012.

## Premier
22 czerwca 2012 został wybrany przez Zgromadzenie Narodowe, głosami 211 do 89, na stanowisko szefa rządu, po odwołaniu wyrokiem sądu premiera Gilaniego. 26 kwietnia 2012 Sąd Najwyższy uznał Gilaniego za winnego niepodporządkowania się jego werdyktowi z powodu odmowy wszczęcia dochodzenia korupcyjnego przeciwko prezydentowi Asifowi Alemu Zardariemu i zwrócenia się do władz Szwajcarii z wnioskiem o rozpoczęcie śledztwa w tej sprawie. Prezydent oskarżany był o korupcję w czasach rządów jego małżonki Benazir Bhutto i wykorzystywanie prywatnego konta w szwajcarskim banku do prania brudnych pieniędzy. W 2007 zarzuty korupcyjne zostały wycofane na mocy amnestii generalnej ogłoszonej przez prezydenta Perveza Musharrafa, jednakże w 2009 Sąd Najwyższy uznał ją za bezprawną. Zardari zaprzeczał oskarżeniom, uznając je za motywowane politycznie, natomiast Gilani odmawiał rozpoczęcia śledztwa, powołując się na immunitet głowy państwa. W konsekwencji, Sąd Najwyższy 19 czerwca 2012 zadecydował o usunięciu go ze stanowiska szefa rządu.
22 czerwca 2012 Ashraf został drugim kandydatem PPP na stanowisko nowego premiera po tym, jak poprzedniego dnia Sąd Najwyższy wydał nakaz aresztowania wobec pierwszego z nominatów Makhdooma Shahabuddina, byłego ministra zdrowia, którego oskarżył o nielegalny handel lekami. Premier Ashraf objął stanowisko szefa rządu do czasu wyborów parlamentarnych zaplanowanych na luty 2013.
27 czerwca 2012 Sąd Najwyższy zwrócił się do niego z wnioskiem o podjęcie działań w kierunku rozpoczęcia dochodzenia przeciwko prezydentowi Zardariemu, dając mu na to dwa tygodnie. Ponieważ premier nie zastosował się do nakazu sądu, 8 sierpnia 2012 został wezwany przed jego oblicze. Wobec przeciągającego się kryzysu politycznego, Pakistańska Partia Ludowa oskarżyła sędziów o nadużywanie swoich uprawnień i prowadzenie walki politycznej. 27 sierpnia 2012 sąd dał premierowi, na wniosek jego samego, dalsze trzy tygodnie na wystosowanie wniosku do szwajcarskich władz w sprawie rozpoczęcia dochodzenia przeciwko prezydentowi.